# Антігоніш
Антігоніш (англ. Antigonish) — громада та гавань у канадській провінції Нова Шотландія, розташована в окрузі Антіґоніш, вперше заселена в 1784 році солдатами розформованих частин, лояльними до британської сторони під час Американської революції.

## Зовнішні посилання
- Асоціація вододілу гавані Антіґоніш